# Ken Wray
Kenneth „Ken“ Wray (* 2. Februar 1925 in Manchester; † 13. Juni 1977 ebenda) war ein britischer Jazzmusiker (Posaune, Ventilposaune, Basstrompete).
Wray wirkte 1946 bei ersten Plattenaufnahmen mit; er spielte im Laufe seiner Karriere bei Teddy Foster (1947/48), Joe Loss (1948/49), Oscar Rabin (1949–51), Leon Roy, Vic Lewis (1952), Jack Parnell (1952/53) und Mitte der 1950er Jahre im Ronnie Scott Orchestra. Auch begleitete er 1955 Cleo Laine. Ab März 1957 ging er mit Jimmy Deuchar (an dessen Aufnahmen 1956 er beteiligt war) und Derek Humble für 18 Monate nach Deutschland zu Kurt Edelhagen, um in dessen Orchester in Köln zu arbeiten. Nach seiner Rückkehr nach England 1958 spielte er im Quintett von Tony Kinsey. In den 1950er Jahren ging er auch mit Kenny Baker und Victor Feldman ins Aufnahmestudio.
Anfang der 1960er Jahre war er als freischaffender Musiker tätig; gemeinsam mit Bobby Wellins leitete er 1960 ein Quintett. 1962 spielte er im Quintett von Phil-Seamen-Quintett, dann bei Ian Hamer/Bobby Wellins (1963), John Burch (1964) und in den Bigbands von Tubby Hayes und Harry South. 1968 kehrte er nach Manchester zurück, wo er in einer Fernsehstudioband arbeitete und daneben in der Bigband von Alan Hare und als selbständiger Musiker tätig war. Während der 1970er Jahre leitete er in Salford ein eigenes Sextet, trat aber auch in anderen Bands auf. Er starb 1977 an den Folgen eines Sturzes.

## Lexikalische Einträge
- John Chilton Who's Who of British Jazz, Continuum, London 2004, ISBN 0826472346.